# Alberto Suárez Inda
Alberto Suárez Inda (Celaya, 30 gennaio 1939) è un cardinale e arcivescovo cattolico messicano.

## Biografia

### Formazione e sacerdozio
Alberto Suárez Inda è nato il 30 gennaio 1939 a Celaya, nello Stato Federato di Guanajuato, in Messico. È l'ultimo degli undici figli di una famiglia profondamente religiosa e devota. Ha frequentato la scuola elementare, la primaria e la secondaria presso il Colegio México sotto la direzione dei Fratelli delle Scuole Cristiane, ordine fondato da Jean-Baptiste de La Salle il 25 maggio 1684 a Reims. Ha anche fatto parte di un gruppo scout e in questo ambito è nata la sua vocazione sacerdotale, così nel 1953 si è iscritto al seminario maggiore di Morelia, dove ha studiato scienze umane. Terminato il percorso di studi, nel 1958 è stato mandato a Roma per studiare filosofia e teologia presso la Pontificia Università Gregoriana, risiedendo nel contempo al Pontificio Collegio Pio Latino Americano.
L'8 agosto 1964 è stato ordinato presbitero, nella sua parrocchia di origine a Celaya, da monsignor Luis María Altamirano y Bulnes, arcivescovo metropolita di Morelia. È stato incardinato nell'arcidiocesi di Morelia. Nel 1965 gli è stata rilasciata una licenza in filosofia dalla Gregoriana. Non molto tempo dopo, è stato affidato come vicario nella parrocchia di San José di Morelia e nella basilica di Nostra Signora in Pátzcuaro. Gli è stato anche assegnato l'incarico di professore nel seminario arcivescovile, in cui ha insegnato introduzione alle Sacre scritture, liturgia e storia della salvezza. Successivamente, è stato assegnato come primo parroco della comunità dell'Assunzione di Maria nella sua città natale. Dopo che, con la bolla Scribae illi, papa Paolo VI ha eretto la diocesi di Celaya il 13 ottobre 1973, Suàrez Inda è stato incardinato nel clero della nuova circoscrizione ecclesiastica. Ha svolto il ruolo di rettore dell'omonimo seminario minore, ruolo che ha svolto fino alla sua promozione all'episcopato.

### Episcopato
Il 5 novembre 1985 papa Giovanni Paolo II lo ha nominato vescovo di Tacámbaro, dopo il trasferimento di monsignor Luis Morales Reyes a coadiutore di Torreón. La sua consacrazione episcopale è avvenuta il 20 dicembre successivo, nella cattedrale di San Girolamo a Tacámbaro, per mano di monsignor Girolamo Prigione, arcivescovo titolare di Lauriaco e delegato apostolico in Messico, assistito da monsignor Estanislao Alcaraz y Figueroa, arcivescovo metropolita di Morelia, e da monsignor Luis Morales Reyes. Come suo motto episcopale il neo vescovo ha scelto Vivimos para el Señor, che tradotto vuol dire "Viviamo per il Signore".
Il 20 gennaio 1995 è stato promosso alla sede metropolitana di Morelia, succedendo a monsignor Alcaraz y Figueroa. Ha preso solennemente possesso dell'arcidiocesi, nella cattedrale della Trasfigurazione, il 23 febbraio successivo. Ha ricevuto dalle mani di papa Wojtyla il pallio, simbolo di comunione tra la Santa Sede e il metropolita, il 29 giugno dello stesso anno, giorno della solennità dei Santi Pietro e Paolo, presso la basilica di San Pietro in Vaticano. Durante il suo ministero ha promosso l'erezione della diocesi di Irapuato, smembrando il territorio dalle arcidiocesi di Morelia e di León, istituendo anche più di 40 nuove parrocchie e ordinando circa 300 sacerdoti e quattro vescovi. Inoltre ha compiuto tre visite pastorali, presieduto otto assemblee diocesane e promosso tre piani diocesani di pastorale. Su incarico della Santa Sede, ha compiuto alcune visite apostoliche in vari seminari del Messico e dell'America Centrale. È stato anche promotore del XII Congresso Nazionale Missionario del 2001 e del IV Congresso Eucaristico Nazionale Messicano del 2008.
Nel 2003 è stato eletto vicepresidente della Conferenza dell'episcopato messicano (CEM), ruolo svolto fino al 2009. Nell'ambito della CEM ha svolto vari compiti, tra i quali quello di responsabile del sostentamento sociale del clero e presidente della commissione del clero, che ha istituito i responsabili diocesani per la formazione permanente dei sacerdoti. Per due trienni è stato vicepresidente e responsabile della commissione per la creazione di nuove diocesi, tra le quali quelle di Cuautitlán e di Izcalli. È stato anche presidente della Commissione Episcopale per la Commemorazione del bicentenario dell'indipendenza del Messico e del Centenario della Rivoluzione nel 2010. Attualmente è responsabile dell'organismo di pastorale educativa.
In ambito del Consiglio Episcopale Latinoamericano (CELAM) è stato membro del dipartimento di vocazione e ministeri, e nel 1992 ha partecipato alla IV Conferenza Generale, che si è svolta a Santo Domingo, nella Repubblica Dominicana. Ha preso parte anche alla commissione preparatoria della V conferenza episcopale latinoamericana, svoltasi ad Aparecida, in Brasile, nel 2007. Ha inoltre partecipato all'Assemblea Speciale per l'America del Sinodo dei Vescovi, che si è svolto in Vaticano nel 1997.
La situazione nello Stato federato del Michoacán, dove svolge il suo ministero, è molto difficile. In un'intervista ha dichiarato che: «Dalle mie parti la penetrazione del male ha corrotto la gente. Si ammazza facilmente e il commercio della droga è aumentato tantissimo e ha portato anche il traffico delle armi. Nei paesi in montagna, o nelle zone più sperdute, tutto è nelle mani dei narcos, i sequestri sono frequenti. Il governo ora ha deciso di intervenire in modo massiccio e un po' sono diminuiti. La povertà e l'ignoranza fanno il resto». Ha continuato poi affermando che: «In una diocesi vicina sono stati uccisi cinque preti negli ultimi anni. La situazione non è bella. Sono stati uccisi perché hanno denunciato questo traffico. Chi alza la voce paga in prima persona».

### Cardinalato
Il 4 gennaio 2015, dopo l'angelus domenicale, papa Francesco ha annunciato di volerlo creare cardinale nel concistoro che si è tenuto presso la basilica di San Pietro in Vaticano il successivo 14 febbraio, in cui gli sono stati conferiti l'anello, la berretta cardinalizia e il titolo cardinalizio di San Policarpo, istituito nello stesso concistoro. Ha preso possesso del suo titolo cardinalizio in data 11 ottobre 2015, in una cerimonia svoltasi alle ore 11:15.
Il 13 aprile il Pontefice lo ha nominato membro della Congregazione per il Clero e del Pontificio Consiglio della Giustizia e della Pace.
Dal 4 al 25 ottobre 2015 ha partecipato, per diretta nomina pontificia, alla XIV Assemblea Generale Ordinaria del Sinodo dei Vescovi che si è tenuta nella Città del Vaticano.
Il 5 novembre 2016 papa Francesco ha accettato la sua rinuncia al governo pastorale dell'arcidiocesi di Morelia per raggiungimento dei limiti di età.
Il 30 gennaio 2019, al compimento dell'ottantesimo compleanno, esce dal novero dei cardinali elettori.

## Genealogia episcopale e successione apostolica
La genealogia episcopale è:
- Cardinale Scipione Rebiba
- Cardinale Giulio Antonio Santorio
- Cardinale Girolamo Bernerio, O.P.
- Arcivescovo Galeazzo Sanvitale
- Cardinale Ludovico Ludovisi
- Cardinale Luigi Caetani
- Cardinale Ulderico Carpegna
- Cardinale Paluzzo Paluzzi Altieri degli Albertoni
- Papa Benedetto XIII
- Papa Benedetto XIV
- Papa Clemente XIII
- Cardinale Marcantonio Colonna
- Cardinale Giacinto Sigismondo Gerdil, B.
- Cardinale Giulio Maria della Somaglia
- Cardinale Carlo Odescalchi, S.I.
- Cardinale Costantino Patrizi Naro
- Cardinale Lucido Maria Parocchi
- Papa Pio X
- Cardinale Gaetano De Lai
- Cardinale Raffaele Carlo Rossi, O.C.D.
- Cardinale Amleto Giovanni Cicognani
- Arcivescovo Girolamo Prigione
- Cardinale Alberto Suárez Inda

La successione apostolica è:
- Arcivescovo Leopoldo González González (1999)
- Arcivescovo Francisco Moreno Barrón (2002)
- Vescovo Salvador Rangel Mendoza, O.F.M. (2009)
- Vescovo Juan Espinoza Jiménez (2011)
- Vescovo Víctor Alejandro Aguilar Ledesma (2016)
- Vescovo Herculano Medina Garfias (2016)
- Vescovo Salvador Cleofás Murguía Villalobos, S.D.B. (2018)
- Vescovo Joel Ocampo Gorostieta (2019)